# Леджоне Редента
Леджоне Редента ди Сибериа (итал. Legione Redenta di Siberia — «Сибирский освобождённый легион») — вооружённое формирование, созданное в 1919 году на территории итальянской концессии в Тяньцзине из числа содержавшихся в России австро-венгерских военнопленных итальянской национальности.
В годы Первой мировой войны в российском плену оказалось около 25 тысяч австро-венгерских военнопленных итальянской национальности. Сразу после Октябрьской революции, в ходе которой к власти пришли большевики, был объявлен «Декрет о мире» — и, в результате заключенного между ленинским правительством и Германией Брестского мирного договора, советская Россия вышла из Первой мировой войны. В соответствии с условиями мирного договора, военнопленные Центральных держав были освобождены; часть из них вернулась в Австро-Венгрию, а часть приняла предложение Итальянского королевства воевать на стороне Антанты. Порядка 10 тысяч бывших военнопленных итальянской национальности приняли участие в гражданской войне в России.
В сентябре 1918 года по инициативе Андреа Компантанджело в районе Самары был сформирован батальон «Савойя» из примерно 300 человек, которые воевали вместе с чехословацким легионом. Постепенно по Транссибирской магистрали из итальянцев, добравшихся до Тяньцзиня, под руководством майора карабинеров Косма Манера был сформирован Сибирский легион «Редента» (от слова «ирредентизм») в количестве 2500 человек, который вместе с размещавшимися в Тяньцзине альпийскими стрелками составил Итальянский экспедиционный корпус на Дальнем Востоке (итал. Corpo di Spedizione Italiano in Estremo Oriente). Итальянские войска приняли участие в Сибирской интервенции, действуя в районе Иркутска, Харбина и Владивостока.
Бывшие австро-венгерские военнопленные итальянской национальности вернулись в Европу после общей эвакуации войск европейских держав из России в 1920 году.